# Michael Krause

Michael Krause (2005)

Michael Krause (* 24. Juli 1946 in Magdeburg; † 23. Juni 2024) war ein deutscher Hockeynationalspieler und Sportfunktionär.

## Leben
Michael Krause wuchs in Köln auf und schloss sich dem dortigen KKHT Schwarz-Weiß an. Er spielte 82-mal für die deutsche Hockeynationalmannschaft und nahm an drei Olympischen Spielen teil. Seine größten internationalen Erfolge waren der Gewinn des Europameistertitels 1970 und der Olympiasieg 1972 in München. Im dortigen Endspiel am 10. September gegen Pakistan verwandelte Krause eine Strafecke in der 60. Minute zum 1:0-Endstand.
Für seine sportlichen Leistungen wurde er mit der gesamten Olympiamannschaft am 25. Mai 1973 mit dem Silbernen Lorbeerblatt geehrt.
1978 wechselte er berufsbedingt vom Bundesligisten Schwarz-Weiß Köln zum TSC Eintracht Dortmund, dessen Präsidium er seit 1988 als Sprecher vorstand. Von 1993 bis 1999 war er Präsident des Deutschen Hockey-Bundes, dessen Ehrenpräsident er bis zu seinem Tode blieb. Er bekleidete lange Jahre den Vorsitz der Kreisgruppe Dortmund der Deutschen Olympischen Gesellschaft und war Mitglied des Nationalen Olympischen Komitees für Deutschland. In den Jahren 2000 bis 2003 war er Vorsitzender des Vorstandes der Willi-Daume-Stiftung und erhielt aus der Hand des damaligen IOC-Präsidenten Samaranch den Olympischen Orden.
Michael Krause war Mitglied des Regelausschusses des Welthockeyverbandes.
Er war verheiratet und hatte zwei Kinder. Er arbeitete als Rechtsanwalt und Notar in Dortmund.